# Патрик Мбома
Патрик Мбома (15. новембар 1970) је бивши камерунски фудбалер и трећи најбољи стрелац камерунске репрезентације свих времена.
Каријеру је започео 1993, а током ње играо је за Шатору, Пари Сен Жермен, Мец, Гамба Осаку, Каљари, Парму, Сандерленд (где је дао гол Тотенхему), Ал Итихаду, Токио Вердију и Виселу из Кобеа, пре него што се пензионисао 16. маја 2005.

## Репрезентативна каријера
За репрезентацију Камеруна први пут је наступио 1995, а до краја каријере одиграо је 57 утакмица и постигао 33 гола. Играо је на Светским првенствима 1998 и 2002, а водио је репрезентацију Камеруна до златне медаље на Олимпијским играма 2000 и освајања два Афричка купа нација 2000 и 2002. Проглашњн је за најбољег афричког играча 2000 године. Постигао је незабораван гол прего главе против француске 1998. Био је познат по својим головима са дистанце гоје је давао својом левом ногом.

## Трофеји

### Камерун
- Летње олимпијске игре (1) : 2000.
- Афрички куп нација (2) : 2000, 2002.

### Индивидуални
- Најбољи афрички фудбалер године : 2000.
- Афрички фудбалер године у избору Би-Би-Сија : 2000.[2]
- Најбољи стрелац Афричког купа нација : 2002.
- Најбољи стрелац јапанске лиге : 1997.
- Најбоља постава јапанске лиге : 1997.
- Најбољи стрелац купа Италије : 1999/2000.[3]

## Статистика
| Камерун | Камерун | Камерун |
| Год.    | Ута.    | Гол.    |
| ------- | ------- | ------- |
| 1995    | 1       | 0       |
| 1996    | 1       | 1       |
| 1997    | 10      | 6       |
| 1998    | 8       | 1       |
| 1999    | 4       | 3       |
| 2000    | 9       | 9       |
| 2001    | 9       | 4       |
| 2002    | 10      | 5       |
| 2003    | 1       | 0       |
| 2004    | 4       | 4       |
| Укупно  | 57      | 33      |